# Балашша, Бела
Бе́ла Ба́лашша (венг. Balassa Béla; 1928, Будапешт — 1991, Вашингтон) — венгерский экономист. Один из первооткрывателей «эффекта Баласса — Самуэльсона».

## Биография и научный вклад
Учился в Будапештском университете. Эмигрировал из Венгрии после восстания 1956 года. Магистр (1958) и доктор философии (1959) Йельского университета. Преподавал в Йеле и Университете Джонса Хопкинса. Являлся консультантом Всемирного банка.
Б. Баласса полагал, что в своем развитии любое интеграционное объединение проходит следующие пять этапов:
- зона свободной торговли;
- таможенный союз;
- общий рынок;
- экономический и валютный союз;
- политический союз.

## Формула выявленных сравнительных преимуществ
Балашша исследовал структуру экспорта товаров, полагая, что она в наилучшей степени отражает имеющиеся у страны сравнительные преимущества и предложил формулу, согласно которой страна может быть определена как специализирующаяся на экспорте определенного товара, если у неё рыночная доля этого товара выше, чем средний показатель по странам мира, либо если доля товара в экспорте выше, чем его доля в экспорте стран соответствующего региона:
RCAij=(xij÷Xi) ⁄ (xaj÷Xa)
где, RCAij — коэффициент выявленных сравнительных преимуществ, xij — экспорт продукта j из страны i, Xi — общий экспорт из страны i, xaj — общий экспорт продукта j из региона a, Xa — общий экспорт из региона a.
Эта формула получила название индекс выявленных сравнительных преимуществ (RCA). Согласно этому индексу, страна демонстрирует (выявляет) сравнительные преимущества в торговле товаром, для которого показатель выше 1. Это означает, что экспорт товара выше, чем ожидалось на основе данных о его востребованности в общем объёме экспорта данного региона. Индекс Б. Балашша является наиболее распространённым методом расчёта сравнительных преимуществ, на основе которого позже были разработаны новые, более соответствующие современным экономическим реалиям индексы.

## Основные произведения
- «Теория экономической интеграции» (The Theory of Economic Integration, 1961);
- «Структура производства в развивающихся странах» (The Structure of Production in Developing Countries, 1971);
- «Япония в мировой экономике» (Japan in the World Economy, 1988)